# Tom Tancredo
Thomas Gerard (Tom) Tancredo (Denver (Colorado), 20 december 1945), is een Amerikaanse politicus van de Republikeinse Partij. Hij was van 1999-2009 lid van het Huis van Afgevaardigden voor het 6e district van de Amerikaanse staat Colorado, dat de meeste zuidelijke voorsteden van Denver bevat. Tancredo behoort tot de rechtervleugel van de Republikeinse partij en is bekend wegens zijn verzet tegen (illegale) immigratie.
Tancredo was een kandidaat voor de Republikeinse nominatie in de presidentsverkiezingen van 2008. Hij stapte echter op 20 december 2007 uit de race, en liet vervolgens weten achter de campagne van Mitt Romney te zullen staan.
In 2010 deed Tancredo een gooi naar het gouverneurschap van de staat Colorado. Hij kreeg hierbij 36,8% van de stemmen, maar verloor van de Democraat John Hickenlooper, die 50,7% van de stemmen vergaarde.